# Alsáni Bálint
Alsáni Bálint (Alsán, 1330 k. – Pécs, 1408. november 19.) középkori magyar főpap, politikus és diplomata, Pécs 20. püspöke (1374–1408), bíboros, a Magyar Királyság alkancellárja.

## Karrierje Lajos haláláig
A Szente-Mágocs nemzetségből származott. Apja, Alsáni János macsói bán volt. Püspökként szülőhelyén, a Valkó vármegyei Alsánban, 1376-ban templomot emeltetett Assisi Szent Ferenc tiszteletére, ami egyúttal búcsúkiváltságot is kapott. Itáliában, a Bolognai Egyetemen végzett tanulmányai (1348–1350) végeztével kánonjogi doktorátust szerzett. 1352-ben veszprémi, 1353-ban pedig esztergomi olvasókanonok lett. 1373. május 6. és 1376. június 8. között királyi alkancellári hivatalt viselt.
A király 1374. november 12-én pécsi püspökké jelölte ki, amit XI. Gergely pápa november 22-én megerősített. Nagy Lajos követként is alkalmazta: 1376-ban Avignonban járt, illetve részt vett 1378-ban a Padova és a Velencei Köztársaság közti tárgyalásokon, majd a velencei háborút lezáró 1381-es torinói béke megkötésében is szerepet játszott, felkeresve Rómát és Velencét. Hazafelé Horváti Pál zágrábi püspökkel együtt Magyarországra hozta Remete Szent Pál ereklyéit.

## Zsigmond idején
A Lajos halálát követő időszakban előbb a király özvegye, Kotromanić Erzsébet és leánya, Mária királynők hívéül szegődött, akiket 1383-ban Dalmáciába kísért Horváti Pál zágrábi püspök és fivére, Horváti János korábbi macsói bán őrizetébe. Rövidesen aztán átpártolt Luxemburgi Zsigmondhoz, ezért a Horvátiak feldúlták a Szerémséget és felégették Pécset.
Mivel a nagy nyugati egyházszakadásban kitartott VI. Orbán pápa mellett, aki 1384. december 17-én bíborosi rangot adományozott neki, 1385. február 9-étől a Szent Szabináról elnevezett imahely lett a címtemploma. 1386-ban a Santi Quattro Coronati-bazilika megszerzésére pályázott. Bíborosként egy korabeli konklávén sem vett részt. 1400-ban az országtanács tagja lett. Az 1406-ban megválasztott XII. Gergely pápát diplomataként kereste fel Viterbóban, 1407. augusztus 22-én, hogy Zsigmond támogatásáról biztosítsa, egyúttal segítséget kérjen az Oszmán Birodalom elleni harchoz. Útja során Siena városában megbetegedett, és mire Velencén keresztül hazaérkezett, meghalt. Székvárosában, Pécsett temették el a Krisztus testéről elnevezett kápolnában, ahol megmaradt a sírköve. Hivatalát csak 1410-ben töltötték be újra, az új pécsi püspök Albeni János lett.